# Osroes de Elimaida
Osroes ou Cosroes (em parta: 𐭇𐭅𐭎𐭓𐭅; romaniz.: Χusrōw) foi o governante de Elimaida no primeiro quartel do século II. É possível que seja o xainxá Osroes I (r. 109–129), que concorreu pelo trono arsácida com Pácoro II e Vologases III, mas não há consenso quanto a isso.

## Nome
Osroes (em grego: Οσρόης, Osróēs) ou Cosroes (Χοσρόης, Chosróēs) é a variante grega e latina do parta e persa médio Cusrou (𐭇𐭅𐭎𐭓𐭅, Xusrōw) ou Cusrau (Xusraw), que por sua vez deriva do avéstico Haosraua (Haosrauuah), "aquele que tem boa fama". Foi registrado em armênio como Cosrove (Խոսրով, Xosrov), em árabe como Quisra (كسرى, Kisra) em persa novo como Cosrove (خسرو, Ḫosrow).